# Hoplias macrophthalmus
Hoplias macrophthalmus és una espècie de peix de la família dels eritrínids i de l'ordre dels caraciformes.

## Morfologia
- Els mascles poden assolir 100 cm de longitud total[4] i 13,2 kg de pes.[5][6]

## Hàbitat
És un peix d'aigua dolça i de clima tropical.

## Distribució geogràfica
Es troba a Sud-amèrica: conques dels rius Amazones i Orinoco, i rius costaners de la Guaiana, Surinam i la Guaiana Francesa.